# آرنن خرونبرخ
آرنُن یاشا ایفِس گرونبرگ (به آلمانی: Arnon Yasha Yves Grünberg) با نام نویسندگی (تخلص) آرنُن خرونبِرخ (به هلندی: Arnon Grunberg) (متولد ۲۲ فوریه ۱۹۷۱ در آمستردام) نویسندهٔ هلندی یهودی تبار است. وی در نیویورک زندگی می‌کند.